# 邓肯·弗里
邓肯·弗里（英語：Duncan Free，1973年5月25日—），澳大利亚男子赛艇运动员。他曾代表澳大利亚参加1996年、2000年、2004年和2008年夏季奥林匹克运动会赛艇比赛，获得一枚金牌和一枚铜牌。